# جيلي رول مورتون
فرديناند جوزيف لاموث (بالإنجليزية: Jelly Roll Morton)‏ (20 من أكتوبر 1890م – 10 من يوليو 1941م)، معروف مهنيًا باسم جيلي رول مورتون، كان عازف بيانو أمريكي الجنسية متخصصًا في موسيقى الراجتايم والجاز الأولى، فضلاً عن أنه كان قائد فرقة ومؤلفًا موسيقيًا.
ونظرًا لأنه كان معروفًا على نطاق واسع كشخصية محورية في موسيقى الجاز الأولى، فإن مورتون ربما يعد الموزع الأول الأبرز في موسيقى الجاز، مثبتًا أنه يمكن لنوع موسيقي نشأ ارتجاليًا أن يحتفظ بروحه وخصائصه الأساسية عندما يتم ترميزه. ومؤلفته الموسيقية «جيلي رول بلوز» كانت أول مؤلفة جاز يتم نشرها في عام 1915م. كما أن مورتون اشتهر أيضًا بـ «المسحة الموسيقية الإسبانية» (Spanish tinge) (إيقاع رقصة الهافاني الكوبية والتريزيلو)، فضلاً عن تأليف معايير موسيقى الجاز، مثل «وولفيرين بلوز» (Wolverine Blues) و«بلاك بوتوم ستومب» (Black Bottom Stomp) و«آي ثوت آي هيرد بادي بولدن ساي» (I Thought I Heard Buddy Bolden)، والمعيار الأخير تم تقديمه تعبيرًا عن الإجلال والاحترام للسمات الشخصية القوية لشخصيات نيو أورليانز من مطلع القرن التاسع عشر إلى القرن العشرين.
وقد اشتهر مورتون بكبريائه ومدحه الذاتي، وفي الوقت نفسه، بمواهبه الموسيقية الفذة بين أبناء عصره. وفي هذا الخصوص، ادعى صراحةً أنه اخترع موسيقى الجاز في عام 1902م، وهو ما أثار سخرية الموسيقين والنقاد اللاحقين. ومع ذلك، فإن مؤرخ الجاز والموسيقي والمؤلف المعروف غونتر شولر كتب عن هذه «التأكيدات المغالية» لمورتون قائلاً إنه لا يوجد «دليل يشير إلى خلاف ذلك» وأن «إنجازات مورتون الكبيرة في حد ذاتها تعد دليلاً معقولاً» على ما ذهب إليه.

## الحواشي
1. 1 2  مشروع مكتبة الموسيقى الدولية | Jelly Roll Morton، QID:Q523660
2. 1 2  Gran Enciclopèdia Catalana | Jelly Roll Morton (بالكتالونية), Grup Enciclopèdia, QID:Q2664168
3. ↑   http://www.doctorjazz.co.uk/genealogy.html. {{استشهاد ويب}}: |url= بحاجة لعنوان (مساعدة) والوسيط |title= غير موجود أو فارغ (من ويكي بيانات) (مساعدة)
4. ↑  Encyclopædia Britannica (بالإنجليزية), QID:Q5375741
5. ↑   https://www.biography.com/musicians/jelly-roll-morton. {{استشهاد ويب}}: |url= بحاجة لعنوان (مساعدة) والوسيط |title= غير موجود أو فارغ (من ويكي بيانات) (مساعدة)
6. 1 2  Eileen Southern (1982), Biographical Dictionary of Afro-American and African Musicians (بالإنجليزية), Greenwood Publishing Group, OL:24704075M, QID:Q51333926
7. ↑  BlackPast.org (بالإنجليزية), QID:Q30049687
8. ↑  MusicBrainz (بالإنجليزية), MetaBrainz Foundation, QID:Q14005
9. ↑  AllMusic biography نسخة محفوظة 03 مايو 2012 على موقع واي باك مشين.
10. ↑  Giddins, Gary & Scott DeVeaux. (2009) New York: W.W. Norton & Co, ISBN 978-0-393-06861-0
11. ↑  Critic Scott Yanow writes, "Jelly Roll Morton did himself a lot of harm posthumously by exaggerating his worth, claiming to have invented jazz in 1902. Morton's accomplishments as an early innovator are so vast that he did not really need to stretch the truth."

## وصلات خارجية
- جيلي رول مورتون على موقع IMDb (الإنجليزية)
- جيلي رول مورتون على موقع الموسوعة البريطانية (الإنجليزية)
- جيلي رول مورتون على موقع ميوزك برينز (الإنجليزية)
- جيلي رول مورتون على موقع قاعدة بيانات برودواي على الإنترنت (الإنجليزية)
- جيلي رول مورتون على موقع قاعدة بيانات برودواي على الإنترنت (الإنجليزية)
- جيلي رول مورتون على موقع إن إن دي بي (الإنجليزية)
- جيلي رول مورتون على موقع أول ميوزيك (الإنجليزية)
- جيلي رول مورتون على موقع ديسكوغز (الإنجليزية)